# Distretto di Thun
Il distretto di Thun è stato un distretto del Canton Berna, in Svizzera. Confinava con i distretti di Seftigen a nord-ovest, di Konolfingen a nord, di Signau a nord-est, di Interlaken a sud-est, di Frutigen a sud e di Niedersimmental a sud-ovest. Il capoluogo era Thun. Comprendeva una parte del lago di Thun.
I suoi comuni sono passati alla sua soppressione al Circondario di Thun.

## Comuni
Amministrativamente era diviso in 26 comuni:
- Amsoldingen
- Blumenstein
- Buchholterberg
- Eriz
- Fahrni
- Forst-Längenbühl
- Heiligenschwendi
- Heimberg
- Hilterfingen
- Höfen
- Homberg
- Horrenbach-Buchen
- Oberhofen am Thunersee
- Oberlangenegg
- Pohlern
- Schwendibach
- Sigriswil
- Steffisburg
- Teuffenthal
- Thierachern
- Thun
- Uebeschi
- Uetendorf
- Unterlangenegg
- Wachseldorn
- Zwieselberg

### Fusioni
- 1805: Mittel-Buchholterberg, Wachseldorn-Gützenschwendi → Buchholterberg-Wachseldorn
- 1859: Blumenstein, Tannenbühl → Blumenstein
- 1869: Heimberg, Thungschneit → Heimberg
- 1913: Goldiwil, Thun → Thun
- 1920: Strättligen, Thun → Thun
- 2007: Forst, Längenbühl → Forst-Längenbühl

### Divisioni
- 1823: Buchholterberg-Wachseldorn → Buchholterberg, Wachseldorn